# Ahmed Khanchil
Ahmed Khanchil, né le 27 février 1982, est un footballeur tunisien évoluant au poste de milieu avec le club d'Al Ahly Benghazi SC.
En manque de temps de jeu avec le Club africain, il est prêté pour une année à l'Espérance sportive de Zarzis avant d'intégrer les rangs de l'Espoir sportif de Hammam Sousse, d'El Gawafel sportives de Gafsa puis d'Al Ahly Benghazi.

## Carrière
- 2004-juillet 2005 : Stade tunisien (Tunisie)
- juillet 2005-juillet 2006 : El Gawafel sportives de Gafsa (Tunisie)
- juillet 2006-décembre 2008 : Club africain (Tunisie)
  - janvier-juin 2008 : Espérance sportive de Zarzis (Tunisie), en prêt
- décembre 2008-juillet 2009 : Espoir sportif de Hammam Sousse (Tunisie)
- juillet 2009-juillet 2010 : El Gawafel sportives de Gafsa (Tunisie)
- depuis juillet 2010 : Al Ahly Benghazi SC (Libye)